# Camarophyllopsis
Camarophyllopsis är ett släkte av svampar. Enligt Catalogue of Life ingår Camarophyllopsis i familjen Hygrophoraceae, ordningen Agaricales, klassen Agaricomycetes, divisionen basidiesvampar och riket svampar, men enligt Dyntaxa är tillhörigheten istället familjen fingersvampar, ordningen Agaricales, klassen Agaricomycetes, divisionen basidiesvampar och riket svampar.
|                  | Hygrophorus |
|                  | |
|                  | Hygrocybe |
|                  | |
|                  | Gliophorus |
|                  | |
|                  | Camarophyllus |
|                  | |
|                  | Humidicutis |
|                  | |
|                  | Neohygrocybe |
|                  | |
|                  | Chrysomphalina |
|                  | |
| Camarophyllopsis | \| \| Camarophyllopsis hymenocephala \| \| \| \| \| \| Camarophyllopsis atropuncta \| \| \| \| \| \| Camarophyllopsis dennisiana \| \| \| \| \| \| Camarophyllopsis foetens \| \| \| \| \| \| Camarophyllopsis hiemalis \| \| \| \| \| \| Camarophyllopsis phaeophylla \| \| \| \| \| \| Camarophyllopsis phaeoxantha \| \| \| \| \| \| Camarophyllopsis rugulosa \| \| \| \| \| \| Camarophyllopsis schulzeri \| \| \| \| \| \| Camarophyllopsis subfuscescens \| \| \| \| \| \| Camarophyllopsis micacea \| \| \| \| \| \| Camarophyllopsis tetraspora \| \| \| \| \| \| Camarophyllopsis lacunaris \| \| \| \| \| \| Camarophyllopsis albipes \| \| \| \| \| \| Camarophyllopsis araguensis \| \| \| \| \| \| Camarophyllopsis leucopus \| \| \| \| \| \| Camarophyllopsis paupertina \| \| \| \| \| \| Camarophyllopsis peckiana \| \| \| \| \| \| Camarophyllopsis pedicellata \| \| \| \| \| \| Camarophyllopsis roseola \| \| \| \| \| \| Camarophyllopsis rugulosoides \| \| \| \| \| \| Camarophyllopsis atrovelutina \| \| \| \| \| \| Camarophyllopsis microspora \| \| \| \| \| \| Camarophyllopsis darwinensis \| \| \| \| \| \| Camarophyllopsis kearneyi \| \| \| \| |
|                  | \| \| Camarophyllopsis hymenocephala \| \| \| \| \| \| Camarophyllopsis atropuncta \| \| \| \| \| \| Camarophyllopsis dennisiana \| \| \| \| \| \| Camarophyllopsis foetens \| \| \| \| \| \| Camarophyllopsis hiemalis \| \| \| \| \| \| Camarophyllopsis phaeophylla \| \| \| \| \| \| Camarophyllopsis phaeoxantha \| \| \| \| \| \| Camarophyllopsis rugulosa \| \| \| \| \| \| Camarophyllopsis schulzeri \| \| \| \| \| \| Camarophyllopsis subfuscescens \| \| \| \| \| \| Camarophyllopsis micacea \| \| \| \| \| \| Camarophyllopsis tetraspora \| \| \| \| \| \| Camarophyllopsis lacunaris \| \| \| \| \| \| Camarophyllopsis albipes \| \| \| \| \| \| Camarophyllopsis araguensis \| \| \| \| \| \| Camarophyllopsis leucopus \| \| \| \| \| \| Camarophyllopsis paupertina \| \| \| \| \| \| Camarophyllopsis peckiana \| \| \| \| \| \| Camarophyllopsis pedicellata \| \| \| \| \| \| Camarophyllopsis roseola \| \| \| \| \| \| Camarophyllopsis rugulosoides \| \| \| \| \| \| Camarophyllopsis atrovelutina \| \| \| \| \| \| Camarophyllopsis microspora \| \| \| \| \| \| Camarophyllopsis darwinensis \| \| \| \| \| \| Camarophyllopsis kearneyi \| \| \| \| |
|                  | Bertrandia |
|                  | |
|                  | Chromosera |
|                  | |
|                  | Lichenomphalia |
|                  | |
|                  | Ampulloclitocybe |
|                  | |
|                  | Neohygrophorus |
|                  | |
|                  | Semiomphalina |
|                  | |
|                  | Camarophyllopsis hymenocephala |
|                  | |
|                  | Camarophyllopsis atropuncta |
|                  | |
|                  | Camarophyllopsis dennisiana |
|                  | |
|                  | Camarophyllopsis foetens |
|                  | |
|                  | Camarophyllopsis hiemalis |
|                  | |
|                  | Camarophyllopsis phaeophylla |
|                  | |
|                  | Camarophyllopsis phaeoxantha |
|                  | |
|                  | Camarophyllopsis rugulosa |
|                  | |
|                  | Camarophyllopsis schulzeri |
|                  | |
|                  | Camarophyllopsis subfuscescens |
|                  | |
|                  | Camarophyllopsis micacea |
|                  | |
|                  | Camarophyllopsis tetraspora |
|                  | |
|                  | Camarophyllopsis lacunaris |
|                  | |
|                  | Camarophyllopsis albipes |
|                  | |
|                  | Camarophyllopsis araguensis |
|                  | |
|                  | Camarophyllopsis leucopus |
|                  | |
|                  | Camarophyllopsis paupertina |
|                  | |
|                  | Camarophyllopsis peckiana |
|                  | |
|                  | Camarophyllopsis pedicellata |
|                  | |
|                  | Camarophyllopsis roseola |
|                  | |
|                  | Camarophyllopsis rugulosoides |
|                  | |
|                  | Camarophyllopsis atrovelutina |
|                  | |
|                  | Camarophyllopsis microspora |
|                  | |
|                  | Camarophyllopsis darwinensis |
|                  | |
|                  | Camarophyllopsis kearneyi |
|                  | |

|  | Camarophyllopsis hymenocephala |
|  |                                |
|  | Camarophyllopsis atropuncta    |
|  |                                |
|  | Camarophyllopsis dennisiana    |
|  |                                |
|  | Camarophyllopsis foetens       |
|  |                                |
|  | Camarophyllopsis hiemalis      |
|  |                                |
|  | Camarophyllopsis phaeophylla   |
|  |                                |
|  | Camarophyllopsis phaeoxantha   |
|  |                                |
|  | Camarophyllopsis rugulosa      |
|  |                                |
|  | Camarophyllopsis schulzeri     |
|  |                                |
|  | Camarophyllopsis subfuscescens |
|  |                                |
|  | Camarophyllopsis micacea       |
|  |                                |
|  | Camarophyllopsis tetraspora    |
|  |                                |
|  | Camarophyllopsis lacunaris     |
|  |                                |
|  | Camarophyllopsis albipes       |
|  |                                |
|  | Camarophyllopsis araguensis    |
|  |                                |
|  | Camarophyllopsis leucopus      |
|  |                                |
|  | Camarophyllopsis paupertina    |
|  |                                |
|  | Camarophyllopsis peckiana      |
|  |                                |
|  | Camarophyllopsis pedicellata   |
|  |                                |
|  | Camarophyllopsis roseola       |
|  |                                |
|  | Camarophyllopsis rugulosoides  |
|  |                                |
|  | Camarophyllopsis atrovelutina  |
|  |                                |
|  | Camarophyllopsis microspora    |
|  |                                |
|  | Camarophyllopsis darwinensis   |
|  |                                |
|  | Camarophyllopsis kearneyi      |
|  |                                |

## Bildgalleri

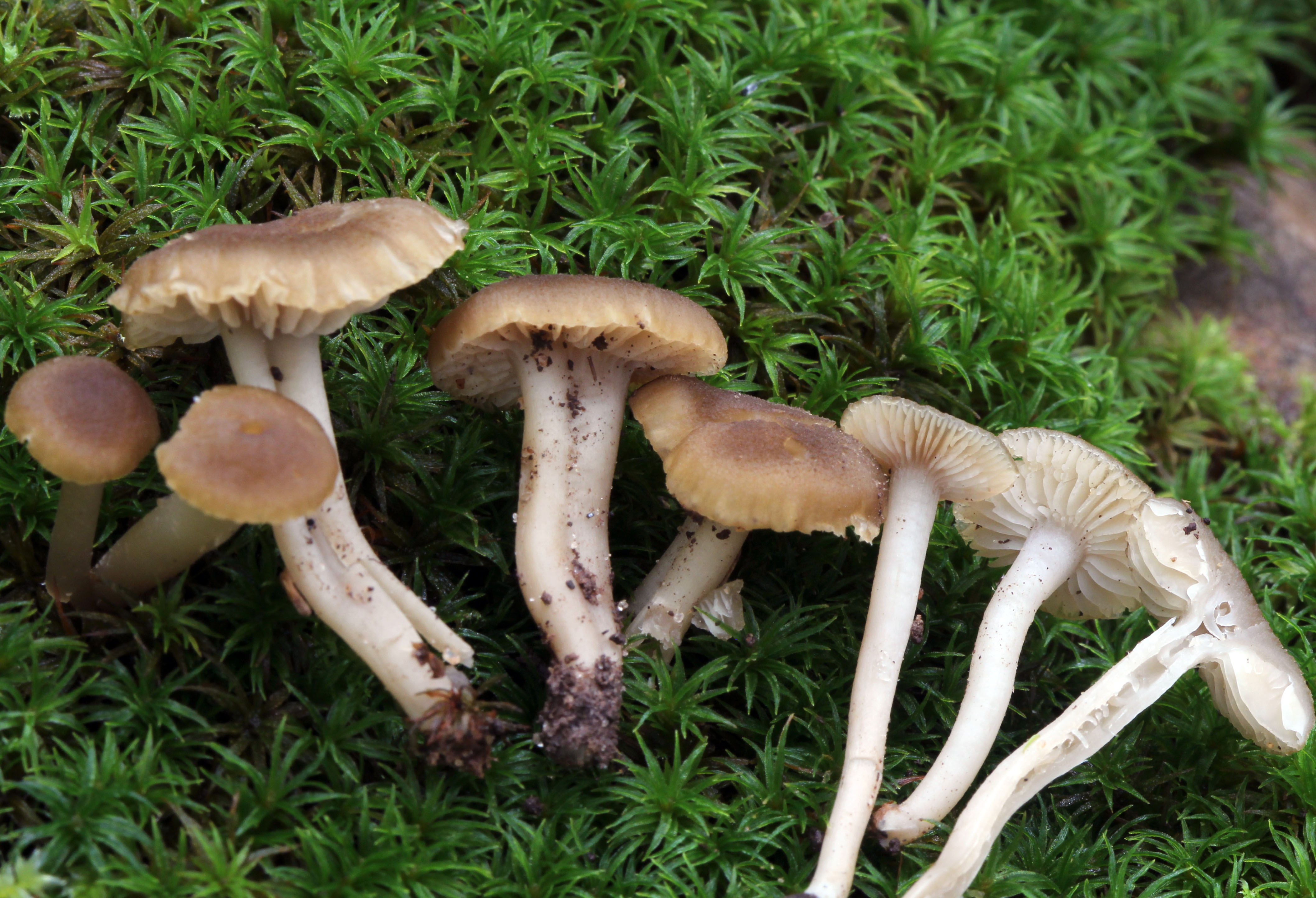